# Pseudoconchoecia serrulata
Pseudoconchoecia serrulata är en kräftdjursart som först beskrevs av Claus 1874.  Pseudoconchoecia serrulata ingår i släktet Pseudoconchoecia och familjen Halocyprididae.

## Underarter
Arten delas in i följande underarter:
- P. s. serrulata
- P. s. laevis